# Токмово (станция)
Токмо́во — промежуточная железнодорожная станция Пензенского отделения Куйбышевской железной дороги, располагается на территории Республики Мордовия.

## Описание
Станция Токмово расположена на двухпутном участке Кустарёвка — Самара с электротягой постоянного тока и относится к Пензенскому региону Куйбышевской железной дороги. По характеру работы является промежуточной станцией, по объёму выполняемой работы отнесена к 4-му классу. Путевое развитие включает 5 путей: 2 главных (№ 1, 2) и 3 приёмо-отправочных (№ 3—5). Комплексный контроль за техническим состоянием путей на станции осуществляет Ковылкинская дистанция пути (ПЧ-19).
До 2017 года к чётной горловине станции примыкал подъездной путь Ковылкинского завода силикатного кирпича. 
Станция включена в диспетчерскую централизацию участка Рузаевка — Кустарёвка. Диспетчерское управление осуществляется поездным диспетчером. Управление стрелками и сигналами при передаче станции на сезонное или резервное управление осуществляется дежурным по станции.